# Sobarocephala subfasciata
Sobarocephala subfasciata är en tvåvingeart som beskrevs av Charles Howard Curran 1939. Sobarocephala subfasciata ingår i släktet Sobarocephala och familjen träflugor.
Artens utbredningsområde är Panama. Inga underarter finns listade i Catalogue of Life.